# Les vieux loups bénissent la mort
Pour plus de détails, voir Fiche technique et Distribution.
Les vieux loups bénissent la mort est un film français réalisé par Pierre Kalfon et sorti en 1971.

## Fiche technique
- Titre : Les vieux loups bénissent la mort
- Réalisation : Pierre Kalfon
- Scénario : Pierre Kalfon, d'après le roman de Victor Harter[1]
- Photographie : Jean Orjollet
- Musique : Ward Swingle
- Production : Les Films Number One
- Pays d'origine :  France
- Durée : 100 minutes
- Date de sortie : France - 16 juillet 1971

## Distribution
- Victor Guyau
- Jean Valmont
- Jess Morgane
- Daniel Vérité
- Denise Provence